# Filialkirche Streifing

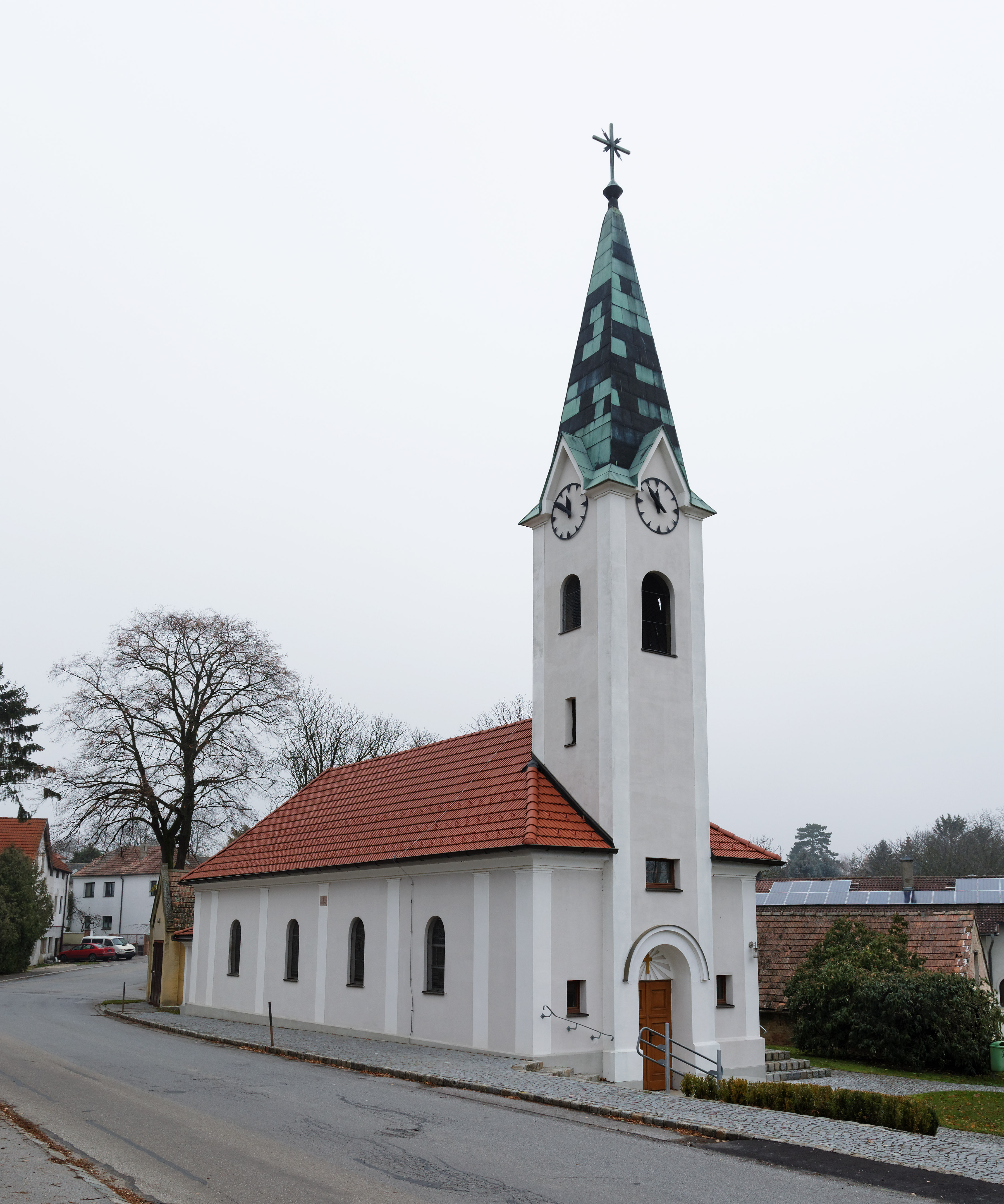
Katholische Filialkirche hl. Barbara in Streifing

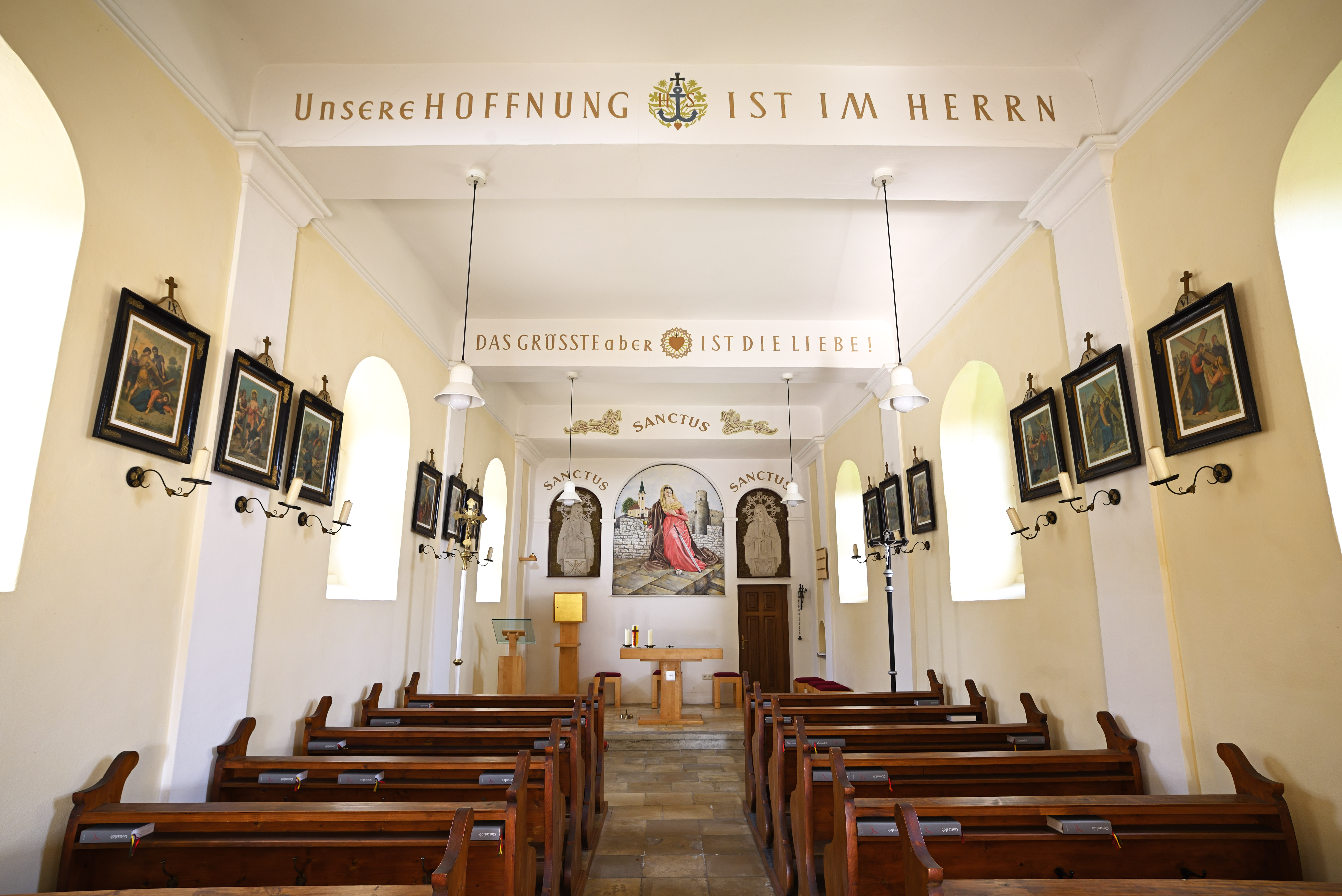
Innenansicht der Filialkirche in Streifing

Die Filialkirche Streifing steht inmitten des Ortes Streifing in der Marktgemeinde Kreuzstetten im Bezirk Mistelbach in Niederösterreich. Die auf das Patrozinium Barbara von Nikomedien geweihte römisch-katholische Filialkirche der Pfarrkirche Niederkreuzstetten gehört zum Dekanat Wolkersdorf im Vikariat Unter dem Manhartsberg der Erzdiözese Wien.

## Geschichte
Der Kirchenbau aus 1840 wurde 1949 erweitert und 1978 restauriert.

## Architektur
Der schlichte Kirchenbau mit Lisenengliederung und Rundbogenfenstern hat einen Westchor mit geradem Schluss. Der leicht vorgestellte Fassadenturm zeigt einen rundbogigen Blendgiebel über dem Rechteckportal, rundbogige Schallfenster, und trägt einen Spitzgiebelhelm. Die Sakristei ist westlich am Chor angebaut.
Das Kircheninnere hat eine Flachdecke auf Wandvorlagen und eine Orgelempore.
Die Kleindenkmäler um die Kirche sind Sandsteinfiguren Maria mit Kind sowie Schmerzensmann, beide aus dem 19. Jahrhundert.

## Ausstattung
Die Altarwand (?) zeigt ein Fresko hl. Barbara von Hermann Bauch (nach 1960).